# Lellingeria
Lellingeria es un género de helechos perteneciente a la familia  Polypodiaceae.

## Taxonomía
Lellingeria fue descrito por A.R.Sm. & R.C.Moran y publicado en American Fern Journal 81(3): 76. 1991. La especie tipo es: Lellingeria apiculata (Kunze ex Klotzsch) A.R. Sm. & R.C. Moran.  

## Especies
Especies incluidas:
| - Lellingeria affinis Labiak - Lellingeria apiculata (Kunze ex Klotzsch) A.R. Sm. & R.C. Moran - Lellingeria bishopii Labiak - Lellingeria brevistipes (Mett. ex Kuhn) A.R. Sm. & R.C. Moran - Lellingeria calolepis - Lellingeria ciliolepis (C. Chr.) A.R. Sm. - Lellingeria depressa (C. Chr.) A.R. Sm. & R.C. Moran - Lellingeria dissimulans (Maxon) A.R. Sm. - Lellingeria flagellipinnata M. Kessler & A.R. Sm. - Lellingeria hartii (Jenman) A.R. Sm. & R.C. Moran - Lellingeria hellwigii (Mickel & Beitel) A.R. Sm. & R.C. Moran - Lellingeria hildebrandtii (Hieron.) A.R. Sm. & R.C. Moran - Lellingeria humilis (Mett.) A.R. Sm. & R.C. Moran - Lellingeria isidrensis (Copel.) A.R. Sm. & R.C. Moran - Lellingeria itatimensis (C. Chr.) A.R. Sm. & R.C. Moran - Lellingeria jimenezii Labiak - Lellingeria kaieteura - Lellingeria limula (Christ) A.R. Sm. & R.C. Moran - Lellingeria major (Copel.) A.R. Sm. & R.C. Moran - Lellingeria melanotrichia (Baker)A.R. Sm. & R.C. Moran | - Lellingeria myosuroides (Sw.) A.R. Sm. & R.C. Moran - Lellingeria oosora ( Baker) A.R. Sm. & R.C. Moran - Lellingeria paramicola Labiak - Lellingeria pendula (Sw.) A.R. Sm. & R.C. Moran - Lellingeria phlegmaria (J. Smith) A.R. Sm. & R.C. Moran - Lellingeria prionodes (Mickel & Beitel) A.R. Sm. & R.C. Moran - Lellingeria pseudocapillaris (Rosenst.) A.R. Sm. & R.C. Moran - Lellingeria pumila Labiak - Lellingeria randallii (Maxon) A.R. Sm. & R.C. Moran - Lellingeria saffordii (Maxon) A.R. Sm. & R.C. Moran - Lellingeria simacensis (Rosenst.) A.R. Sm. & R.C. Moran - Lellingeria subcoriacea (Copel.) A.R. Sm. & R.C. Moran - Lellingeria subimpressa (Copel.) - Lellingeria subsessilis (Baker) A.R. Sm. & R.C. Moran - Lellingeria suprasculpta (Christ) A.R. Sm. & R.C. Moran - Lellingeria suspensa (L.) A.R. Sm. & R.C. Moran - Lellingeria tamandarei (Rosenst.) A.R. Sm. & R.C. Moran - Lellingeria tenuicula (F é e) A.R. Sm. & R.C. Moran - Lellingeria wittigiana (F é e) A.R. Sm. & R.C. Moran |